# Jean Marcilly
Jean Marcilly (...) è un giornalista e scrittore francese.

## Biografia
Fu confidente di Marilyn Monroe, e grazie alle dichiarazioni rese dalla stessa attrice riuscì a raccontare l'inizio del rapporto con il presidente degli Stati Uniti d'America John Fitzgerald Kennedy.. Fu esponente della Chiesa dell'unificazione, detta "setta Moon".

## Opere
- Le Syndicat du crime (1981)
- Le Pen sans bandeau (1984)
- L'impero degli aztechi (1990)